# Ján Podhradský
Ján Podhradský (magyarosan: Podhradsky János, Modor, Pozsony megye, 1758. július 4. – Selmecbánya, 1817. június 17.) evangélikus lelkész.

## Élete
Podhradsky András aranyműves és Utly Anna fia. 1772-től Pozsonyban tanult retorikát és 1775. szeptember 8-tól ugyanott a tót templomban prédikált. 1781. április 4-én papi vizsgát tett; azon év szeptember 27-én Halléba ment, ahol az egyetemen tanult. 1783. május 24-én érkezett vissza Pozsonyba és onnan szülővárosába utazott, ahol németül és szlovákul templomi beszédeket tartott, helyettesítve az ottani lelkészt. Innen Szenicre ment papnak, ahol három és félévig működött. 1790-ben Selmecbányára választották meg lelkésznek, 1810-ben pedig a nyitrai egyházmegye esperese lett.

## Művei
- Krátka summa učeni a nabozenstvi krestanského evanjilického. Pozsony, 1793 (Rövid summája a keresztény evangelikus vallásnak)
- Wděčná a Wzdelawatedlná památka welikého knjžete kralowskéhe, Leopolda Palatinusa Vherského, dne 12. Měsyce Cžerwence roku 1795, uo, 1795 (Lipót főherceg palatinus emlékezete)
- Pohřební kázani na pomátku D. C. H. Pana Pavla Ježoviča Sobotiské cirkve. Sl. B. Kazatele. Selmeczbánya, 1805 (Gyászbeszéd Jezsovics Pál felett a sobotisti templomban)
- Královské práva Krista Ježiše k jeho vycupenčum. uo., 1807 (Egyházi beszéd)
- Kratičký katechismus pro obecnou mladež, uo., 1808 (Rövid hittan gyermekek számára)